# Рудницкие
Рудницкие (пол. Rudnicki) — дворянский род.
Казимир, Ловчий Черниговский, купил в 1765 году в Бржеско-Куявском Воеводстве имение Метлицу. Антон произведён 1825 года в Полковники по корпусу Артиллерии и Инженеров бывших Польских войск, и притом доказал в Волынской Дворянской Депутации, что предки его употребляли герб Ястржембец.

## Описание герба
В лазоревом щите золотая подкова, обращённая шипами вверх, в середине её равноконечный серебряный крест с широкими концами.
Над щитом дворянский шлем с короной. Нашлемник: серебряный ястреб с червлёными глазами и путами на ногах, держащий в когтях правой лапы золотую подкову, обращённую шинами вверх, в середине её равноконечный червлёный крест с широкими концами. Намёт: лазуревый с золотом.
Герб Рудницкого внесён в Часть 13 Общего гербовника дворянских родов Всероссийской империи, стр. 26.